# Rue Marcel-Allégot
La rue Marcel Allégot est une voie de la ville de Meudon dans les Hauts-de-Seine.

## Situation et accès

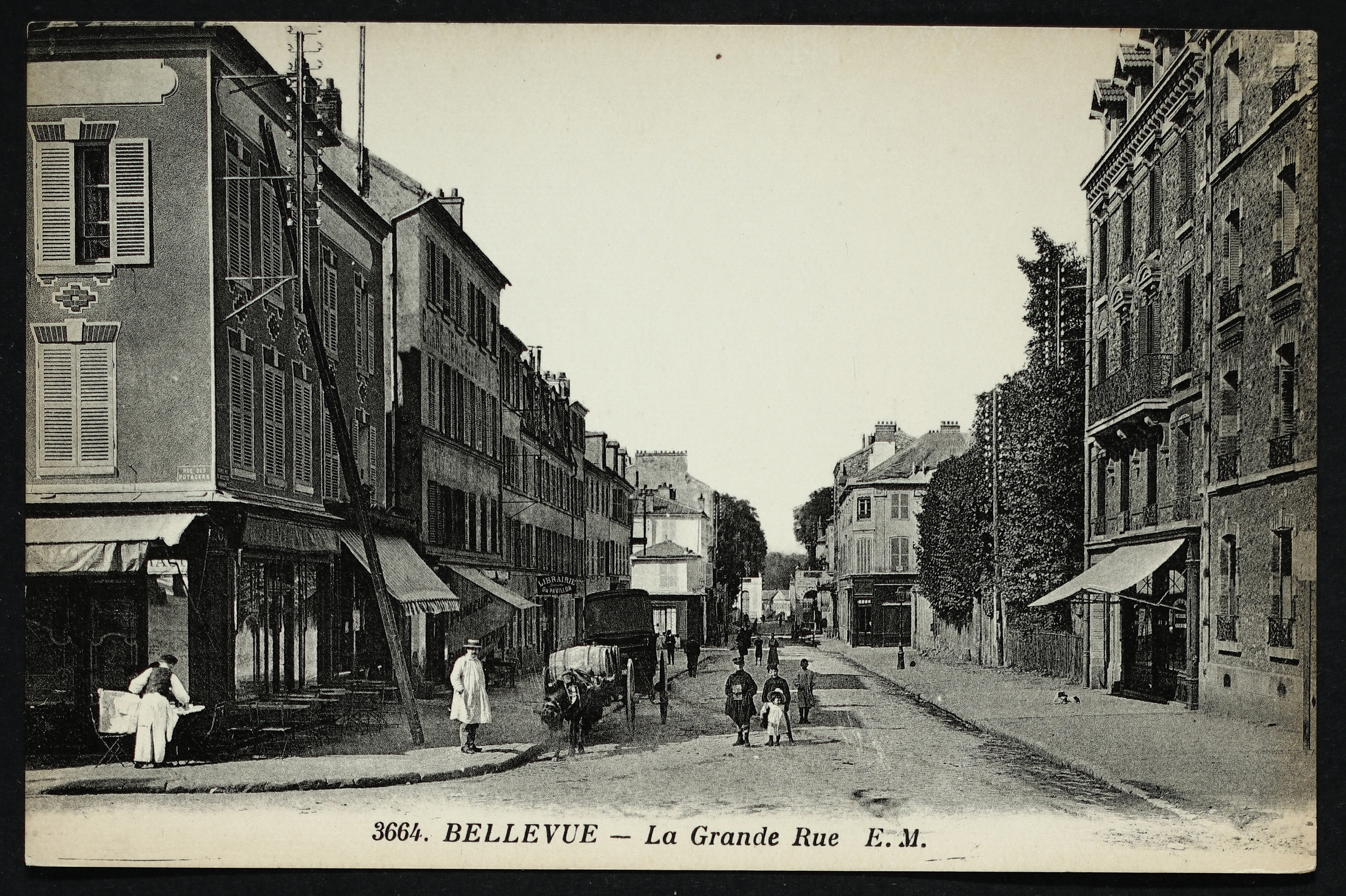
Bellevue - Grande Rue.

Au lieu-dit, côte de la Verrerie, cette avenue longe une grande terrasse d'où la vue domine la boucle de la Seine.
Sous cette terrasse, accessible par la place du Président-Wilson (anciennement place Guillaume), se trouvent des carrières qui furent utilisées pendant la seconde guerre mondiale pour abriter les ouvriers des usines Renault.
Elle est desservie par la gare de Bellevue.

## Origine du nom
Par délibération du Conseil Municipal le 9 août 1945, cette rue a été renommée en hommage à Marcel Allégot, mort des suites de sa déportation le 7 juillet 1945 à Paris.

## Historique

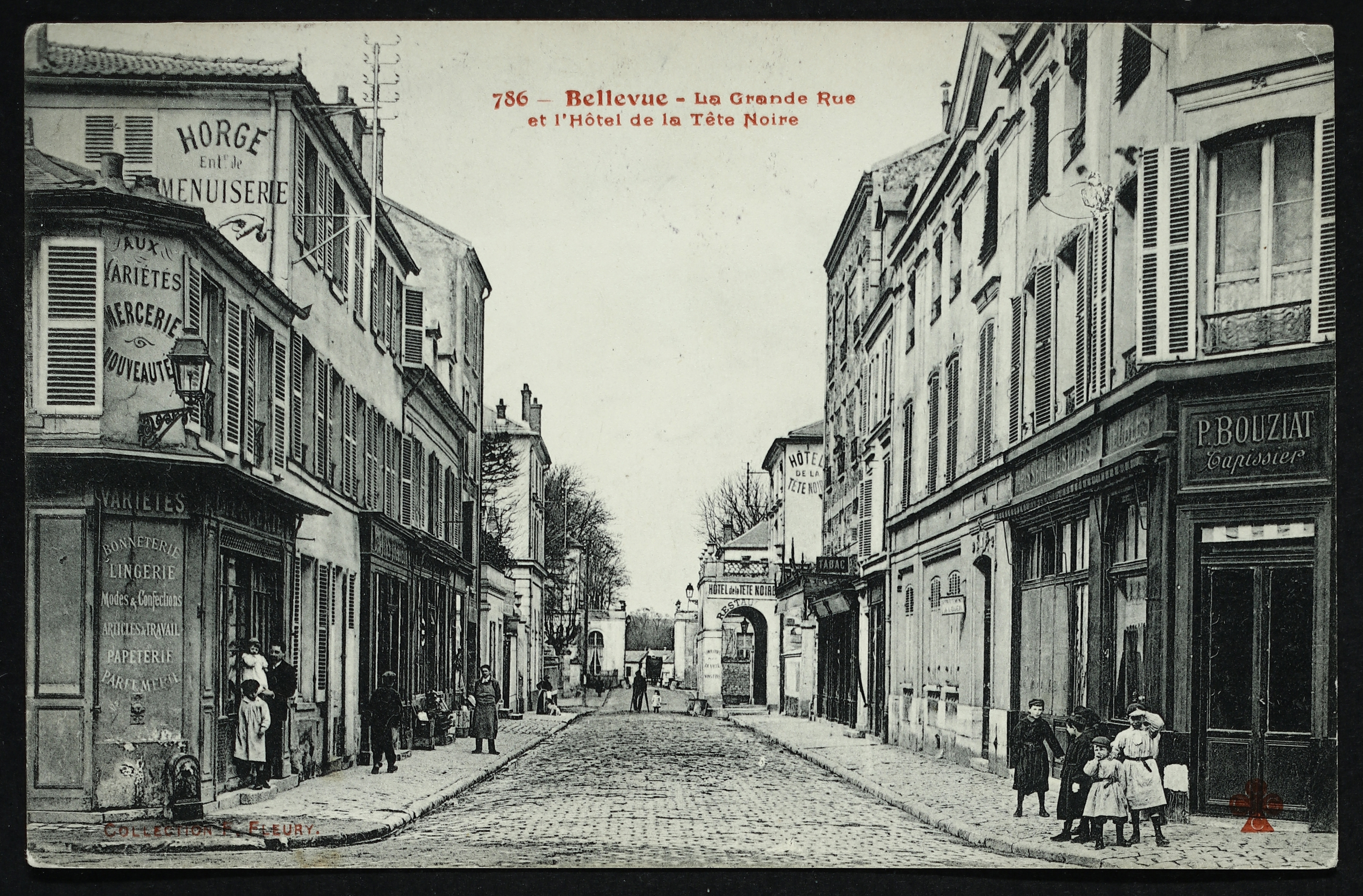
La Grande-Rue et l'hôtel de la Tête-Noire vers 1900.

Cette artère est le fruit de l'acquisition, en 1824, du domaine de Bellevue par Achille Guillaume, financier et spéculateur immobilier. Celui-ci avait déjà conçu en 1822 le plan d'une voie de communication traversant l’ancien domaine royal. Celle-ci fut tout d'abord nommée route publique de Sèvres à Meudon puis Grande rue. Elle constituait le cœur de Bellevue grâce à ses cafés, commerces et restaurants.

## Bâtiments remarquables et lieux de mémoire
- À un carrefour autrefois appelé place de la Mairie, emplacement de l'hôtel de la Tête-Noire, ouvert avant 1870[7],[8] dans l'ancienne aile des Bains du château de Bellevue[9]. C'est dans cet hôtel que résida le maréchal de Mac Mahon et son état-major en 1871 pendant la commune de Paris[10]. Le bâtiment fut gravement abimé lors du bombardement des usines Renault de Billancourt dans la nuit du 3 au 4 mars 1942[11], puis détruit en 1965.
- Pavillon Bellevue du CNRS.